# Piercia smaragdinata
Piercia smaragdinata är en fjärilsart som beskrevs av Wallker 1862. Piercia smaragdinata ingår i släktet Piercia och familjen mätare. Inga underarter finns listade i Catalogue of Life.